# موتور عبد الرحمن درفشة
موتور عبد الرحمن درفشة (بالإنجليزية: Mowtowr-e Abdol Rahman Darfasheh)‏ هي منطقة سكنية تقع في سيستان وبلوتشستان في إيران. يقدر عدد سكانها بـ 54 نسمة .